# 千丈站
千丈站（日语：／ Senjō eki */?）是位於日本愛媛縣八幡濱市，隸屬於四國旅客鐵道（JR四國）的鐵路車站，車站編號為U17。本站只停靠普通列車。

## 車站構造
本站的站房在開業時為單層木製站房，但經過翻新後改為小型站房，並只設置站務室及候車大廳。由於本站在1986年起成為無人站，故站務室現時只用作儲物室使用，不過售票窗口至今仍未有被圍封。本站未設置自動售票機，乘客須直接在列車上購買車票。
站外及站內均設有獨立的建築物作為洗手間，站外的位於站舍左邊，而站內則位於右邊，面積較細且較矮。
設有側式月台2個，提供2面2線的配置。配置上和鄰站伊予平野站有很多相近的地方：首先月台上並沒有設置月台編號，候車大堂內的標示僅以「往八幡濱、宇和島方向月台」和「往伊予市、松山方向月台」標示。靠近站舍的為上行往松山方向；而遠離站舍的則為下行往宇和島月台，兩邊月台均設有有蓋候車亭。而月台之間平交道連接，由於兩邊月台並不對稱，往下行月台在橫過平交道後，仍要步行約30米才能到達前端月台，而上行月台末端約半節車廂長度的位置，則被改裝為橫越平交道的出入口，因此令上行月台的有效長度縮短至3輛，而下行月台則仍然保持4輛。另外，在上行月台前端則殘留以前貨物列車的停泊位置，但相關的路軌及月台均已被拆去。
由於兩邊均採用Y字轉轍器，因此並沒有區分主線或副線，列車都是使用左側的路軌通過或停靠。

### 月台配置
| 月台 | 路線    | 方向 | 目的地                   |
| ---- | ------- | ---- | ------------------------ |
| 1    | ■予讚線 | 上行 | 伊予大洲、內子、松山方向 |
| 2    | ■予讚線 | 下行 | 八幡濱、宇和島方向       |

## 歷史
- 1939年2月6日：開業。
- 1986年3月3日：車站無人化。
- 1987年4月1日：日本國鐵分割民營化，車站的營運由JR四國繼承。

## 相鄰車站
四國旅客鐵道（JR四國）
■予讚線
伊予平野（U16）－千丈（U17）－八幡濱（U18）